# Persone di nome Gino
| Questa pagina contiene informazioni ricavate automaticamente dalle voci biografiche con l'ausilio del template Bio e di un bot. L'aggiornamento è periodico e automatico e ricostruisce completamente la pagina. Se manca una persona in questa lista, sei pregato di non aggiungerla, ma accertati piuttosto che la sua voce biografica contenga il template Bio e che i dati anagrafici siano correttamente compilati. Se il template Bio manca, inseriscilo tu stesso o, in alternativa, metti l'avviso {{tmp\|Bio}} che ne segnala la mancanza. Se i dati riportati sono sbagliati, correggi direttamente la voce biografica; le modifiche saranno visibili in questa lista entro pochi giorni. Per chiarimenti vedi il progetto antroponimi. La lista contiene solo le 394 persone che sono citate nell'enciclopedia e per le quali è stato implementato correttamente il template Bio. Pagina aggiornata al 6 ago 2025. |

Questa è una lista di persone presenti nell'enciclopedia che hanno il nome Gino, suddivise per attività principale.

## Allenatori di calcio(5)
- Gino Giaroli, allenatore di calcio e calciatore italiano (Reggio nell'Emilia, n. 1924 - Reggio nell'Emilia, † 1991)
- Gino Lettieri, allenatore di calcio e ex calciatore italiano (Zurigo, n. 1966)
- Gino Pivatelli, allenatore di calcio e ex calciatore italiano (Sanguinetto, n. 1933)
- Gino Spadoni, allenatore di calcio e calciatore italiano (Bologna, n. 1898)
- Gino Zanoni, allenatore di calcio e ex calciatore italiano (Montorio Veronese, n. 1929)

## Alpinisti(1)
- Gino Soldà, alpinista, partigiano e imprenditore italiano (Valdagno, n. 1907 - Recoaro Terme, † 1989)

## Ammiragli(5)
- Gino Birindelli, ammiraglio e politico italiano (Pescia, n. 1911 - Roma, † 2008)
- Gino Galuppini, ammiraglio e storico italiano (Bologna, n. 1914 - Roma, † 2010)
- Gino Montefinale, ammiraglio, scrittore e giornalista italiano (Portovenere, n. 1881 - Genova, † 1974)
- Gino Pavesi, ammiraglio italiano (Pisa, n. 1888 - Roma, † 1960)
- Gino de Giorgi, ammiraglio italiano (Firenze, n. 1914 - Roma, † 1979)

## Anarchici(3)
- Gino Bibbi, anarchico italiano (Avenza, n. 1899 - Carrara, † 1999)
- Gino Coletti, anarchico e politico italiano (Adria, n. 1893 - Sanremo, † 1976)
- Gino Lucetti, anarchico e antifascista italiano (Carrara, n. 1900 - Ischia, † 1943)

## Arbitri di calcio(3)
- Gino Cicardi, arbitro di calcio italiano (Lecco, n. 1910 - Lecco, † 1991)
- Gino Mazzarini, arbitro di calcio italiano (Roma, n. 1898)
- Gino Menicucci, arbitro di calcio italiano (Parigi, n. 1938 - Firenze, † 2015)

## Archeologi(1)
- Gino Vinicio Gentili, archeologo italiano (Osimo, n. 1914 - Bologna, † 2006)

## Architetti(9)
- Gino Benigni, architetto italiano (Soriano nel Cimino, n. 1889 - Roma, † 1948)
- Gino Biasi, architetto, pittore e scultore italiano (Udine, n. 1928 - Udine, † 1967)
- Gino Cancellotti, architetto italiano (San Vincenzo, n. 1896 - Roma, † 1986)
- Gino Chierici, architetto e restauratore italiano (Pisa, n. 1877 - Milano, † 1961)
- Gino Colombini, architetto e designer italiano (Milano, n. 1915 - Milano, † 2011)
- Gino Coppedè, architetto, scultore e decoratore italiano (Firenze, n. 1866 - Roma, † 1927)
- Gino Peressutti, architetto italiano (Gemona del Friuli, n. 1883 - Padova, † 1940)
- Gino Pollini, architetto italiano (Rovereto, n. 1903 - Milano, † 1991)
- Gino Valle, architetto e designer italiano (Udine, n. 1923 - Udine, † 2003)

## Artigiani(1)
- Gino Manara, artigiano italiano (Cerea, n. 1896 - Besana in Brianza, † 1976)

## Artisti(3)
- Gino De Dominicis, artista italiano (Ancona, n. 1947 - Roma, † 1998)
- Gino Pelizzola, artista e grafico italiano (Viadana, n. 1906 - Reggio Emilia, † 1990)
- Gino Sabatini Odoardi, artista italiano (Pescara, n. 1968)

## Astronomi(1)
- Gino Giotti, astronomo e fisico italiano (Firenze, n. 1896)

## Attori(18)
- Gino Bianchi, attore italiano
- Gino Buzzanca, attore italiano (Roma, † 1967)
- Gino Cavalieri, attore italiano (Vicenza, n. 1895 - Treviso, † 1992)
- Gino Cervi, attore, doppiatore e conduttore radiofonico italiano (Bologna, n. 1901 - Punta Ala, † 1974)
- Gino Concari, attore e artista italiano
- Gino Conforti, attore statunitense (Chicago, n. 1932)
- Gino Donato, attore e doppiatore italiano (Castrovillari, n. 1927 - Roma, † 2010)
- Gino Leurini, attore italiano (Roma, n. 1934 - Roma, † 2014)
- Gino Corrado, attore italiano (Firenze, n. 1893 - Los Angeles, † 1982)
- Gino Maringola, attore italiano (Napoli, n. 1917 - Napoli, † 2011)
- Gino Marturano, attore italiano (Taranto, n. 1931 - Roma, † 2004)
- Gino Milli, attore italiano
- Gino Pagnani, attore e doppiatore italiano (Roma, n. 1927 - Magliano Sabina, † 2010)
- Gino Pernice, attore italiano (Milano, n. 1927 - Roma, † 1997)
- Gino Rivieccio, attore e conduttore televisivo italiano (Napoli, n. 1958)
- Gino Rossi, attore italiano
- Gino Talamo, attore, regista e sceneggiatore italiano (Taranto, n. 1895 - Roma, † 1968)
- Gino Viotti, attore italiano (Torino, n. 1874 - Roma, † 1951)

## Aviatori(2)
- Gino Lisa, aviatore e ufficiale italiano (Torino, n. 1896 - Monte Summano, † 1917)
- Gino Pizzati, aviatore e militare italiano (Mira, n. 1919 - Mira, † 2019)

## Avvocati(3)
- Gino Aldi Mai, avvocato e politico italiano (Manciano, n. 1877 - Manciano, † 1940)
- Gino Maffei, avvocato e politico italiano (Mantova, n. 1890 - † 1938)
- Gino Meschiari, avvocato e politico italiano (Firenze, n. 1884 - Pisa, † 1947)

## Baritoni(3)
- Gino Bechi, baritono e attore italiano (Firenze, n. 1913 - Firenze, † 1993)
- Gino Quilico, baritono canadese (New York, n. 1955)
- Gino Vanelli, baritono italiano (Bergamo, n. 1896 - Monza, † 1969)

## Batteristi(1)
- Gino Bocchino, batterista italiano (Savona, n. 1928 - Savona, † 2013)

## Bobbisti(4)
- Gino Basuino, bobbista italiano (Grisolia, n. 1947 - Vicenza, † 2023)
- Gino Gerhardi, bobbista tedesco (n. 1988)
- Gino Rossi, bobbista italiano
- Gino Zanna, bobbista italiano (Cortina d'Ampezzo, n. 1925 - Pieve di Cadore, † 2016)

## Canottieri(3)
- Gino Ciabatti, canottiere italiano (Pisa, n. 1883 - Pisa, † 1944)
- Gino Iseppi, ex canottiere italiano (Torino, n. 1957)
- Gino Sopracordevole, canottiere italiano (Venezia, n. 1904 - Venezia, † 1995)

## Cantanti(5)
- Gino Baldi, cantante italiano (San Francisco, n. 1922 - Bogotà, † 2010)
- Gino Di Procida, cantante italiano (Napoli, n. 1939)
- Gino Franzi, cantante italiano (Torino, n. 1884 - Milano, † 1958)
- Gino Latilla, cantante italiano (Bari, n. 1924 - Firenze, † 2011)
- Gino Vannelli, cantante e compositore canadese (Montréal, n. 1952)

## Cantautori(4)
- Gino D'Eliso, cantautore italiano (Trieste, n. 1951)
- Gino Paoli, cantautore, musicista e ex politico italiano (Monfalcone, n. 1934)
- Gino Santercole, cantautore, compositore e attore italiano (Milano, n. 1940 - Roma, † 2018)
- Gino Volpe, cantautore italiano (Marsico Nuovo, n. 1943 - Villa d'Agri di Marsicovetere, † 2020)

## Cardiochirurghi(1)
- Gino Gerosa, cardiochirurgo italiano (Rovereto, n. 1957)

## Cestisti(5)
- Gino Basso, cestista italiano (Lonio-Brienzio, n. 1914)
- Gino Burcovich, cestista, arbitro di pallacanestro e dirigente sportivo italiano (Venezia, n. 1929 - Venezia, † 2010)
- Gino Cuccarolo, ex cestista italiano (Asolo, n. 1987)
- Gino Natali, ex cestista e dirigente sportivo italiano (Montecatini Terme, n. 1950)
- Gino Sovran, cestista canadese (Windsor, n. 1924 - Troy, † 2016)

## Ciclisti(1)
- Gino Carlotti, ciclista italiano (Manerbio, n. 1919 - Manerbio, † 2009)

## Ciclisti su strada(9)
- Gino Bartali, ciclista su strada e dirigente sportivo italiano (Bagno a Ripoli, n. 1914 - Firenze, † 2000)
- Gino Brizzi, ciclista su strada italiano (Roma)
- Gino De Weirdt, ex ciclista su strada belga (Deinze, n. 1969)
- Gino Fondi, ciclista su strada italiano (Montecatini Terme, n. 1920 - † 1987)
- Gino Lori, ex ciclista su strada italiano (Parma, n. 1956)
- Gino Mäder, ciclista su strada e pistard svizzero (Flawil, n. 1997 - Coira, † 2023)
- Gino Pancino, ex ciclista su strada e pistard italiano (San Giorgio della Richinvelda, n. 1943)
- Gino Paolini, ex ciclista su strada italiano (Viareggio, n. 1971)
- Gino Sciardis, ciclista su strada italiano (Pocenia, n. 1917 - Bondy, † 1968)

## Comici(1)
- Gino Cogliandro, comico, attore e cabarettista italiano (Napoli, n. 1949 - Salerno, † 2022)

## Compositori(8)
- Gino Contilli, compositore italiano (Roma, n. 1907 - Genova, † 1978)
- Gino De Stefani, compositore, musicista e cantante italiano (Milano, n. 1956)
- Gino Filippini, compositore, direttore d'orchestra e arrangiatore italiano (Alessandria, n. 1900 - Roma, † 1962)
- Gino Mescoli, compositore, arrangiatore e direttore d'orchestra italiano (San Benedetto Po, n. 1930)
- Gino Negri, compositore italiano (Perledo, n. 1919 - Montevecchia, † 1991)
- Gino Peguri, compositore e arrangiatore italiano (Thiene, n. 1923 - Roma, † 1991)
- Gino Redi, compositore italiano (Roma, n. 1908 - Roma, † 1962)
- Gino Visonà, compositore e organista italiano (San Giorgio in Bosco, n. 1880 - Vicenza, † 1954)

## Compositori di scacchi(1)
- Gino Mentasti, compositore di scacchi italiano (Busalla, n. 1913 - Busalla, † 2002)

## Coreografi(1)
- Gino Landi, coreografo, regista teatrale e regista televisivo italiano (Milano, n. 1933 - Roma, † 2023)

## Costumisti(1)
- Gino Carlo Sensani, costumista italiano (San Casciano dei Bagni, n. 1888 - Roma, † 1947)

## Criminali(2)
- Gino Meneghetti, criminale italiano (Pisa, n. 1878 - San Paolo, † 1976)
- Gino Simionato, criminale di guerra italiano (Preganziol, n. 1920 - Valmadonna, † 2004)

## Critici d'arte(1)
- Gino Baratta, critico d'arte e critico letterario italiano (Revere, n. 1932 - Mantova, † 1984)

## Critici letterari(3)
- Gino Giardini, critico letterario italiano (Villanova di Bagnacavallo, n. 1930 - Lugo, † 2006)
- Gino Raya, critico letterario e filosofo italiano (Mineo, n. 1906 - Roma, † 1987)
- Gino Tellini, critico letterario italiano (Bibbiena, n. 1946)

## Cuochi(1)
- Gino D'Acampo, cuoco e personaggio televisivo italiano (Torre del Greco, n. 1976)

## Decoratori(1)
- Gino Papini, decoratore italiano (Firenze, n. 1865 - Livorno, † 1927)

## Designer(1)
- Gino Sarfatti, designer e imprenditore italiano (Venezia, n. 1912 - Griante, † 1985)

## Diplomatici(1)
- Gino Iannone, diplomatico italiano (Botricello, n. 1925 - † 1998)

## Direttori d'orchestra(1)
- Gino Marinuzzi, direttore d'orchestra e compositore italiano (Palermo, n. 1882 - Milano, † 1945)

## Direttori della fotografia(1)
- Gino Sgreva, direttore della fotografia italiano (Verona, n. 1961)

## Dirigenti d'azienda(1)
- Gino Levi Martinoli, dirigente d'azienda italiano (Firenze, n. 1901 - Ivrea, † 1996)

## Dirigenti sportivi(1)
- Gino Cappello, dirigente sportivo e calciatore italiano (Padova, n. 1920 - Bologna, † 1990)

## Drammaturghi(1)
- Gino Capriolo, drammaturgo italiano (Napoli, n. 1905 - Napoli, † 1957)

## Economisti(4)
- Gino Arias, economista e politico italiano (Firenze, n. 1879 - Córdoba, † 1940)
- Gino Barbieri, economista e storico italiano (Legnago, n. 1913 - Legnago, † 1989)
- Gino Borgatta, economista italiano (Donnaz, n. 1888 - Valmadonna, † 1949)
- Gino Zappa, economista italiano (Milano, n. 1879 - Venezia, † 1960)

## Editori(1)
- Gino Sansoni, editore e pubblicitario italiano (Rocca San Casciano, n. 1907 - Milano, † 1980)

## Filologi(1)
- Gino Funaioli, filologo classico e latinista italiano (Pomarance, n. 1878 - Firenze, † 1958)

## Filosofi(2)
- Gino Roncaglia, filosofo e saggista italiano (Roma, n. 1960)
- Gino Zaccaria, filosofo italiano

## Fisiologi(1)
- Gino Bergami, fisiologo e politico italiano (Tricase, n. 1903 - † 1976)

## Flautisti(1)
- Gino Marinacci, flautista, sassofonista e compositore italiano (Raiano, n. 1926 - † 1982)

## Fotografi(2)
- Gino Girolimoni, fotografo italiano (Roma, n. 1889 - Roma, † 1961)
- Gino Pedroli, fotografo svizzero (Malnate, n. 1898 - Mendrisio, † 1986)

## Fumettisti(5)
- Gino D'Antonio, fumettista italiano (Milano, n. 1927 - Milano, † 2006)
- Gino Gavioli, fumettista e animatore italiano (Milano, n. 1923 - Milano, † 2016)
- Gino Pallotti, fumettista, vignettista e illustratore italiano (Bologna, n. 1920 - Bologna, † 2000)
- Gino Udina, fumettista italiano (Milano, n. 1970)
- Gino Vercelli, fumettista e pittore italiano (Mombercelli, n. 1961)

## Generali(2)
- Gino Martinesi, generale italiano (Brindisi, n. 1899 - Brindisi, † 1956)
- Gino Pedrazzoli, generale italiano (Torino, n. 1884 - San Giovanni del Dosso, † 1973)

## Geografi(1)
- Gino Lacquaniti, geografo, poeta e saggista italiano (Palmi, n. 1901 - Palmi, † 1982)

## Giocatori di baseball(1)
- Gino Cimoli, giocatore di baseball statunitense (San Francisco, n. 1929 - Roseville, † 2011)

## Giocatori di football americano(4)
- Gino Cappelletti, giocatore di football americano statunitense (Keewatin, n. 1934 - † 2022)
- Gino Gradkowski, ex giocatore di football americano statunitense (Pittsburgh, n. 1988)
- Gino Marchetti, giocatore di football americano statunitense (Smithers, n. 1926 - Paoli, † 2019)
- Gino Torretta, ex giocatore di football americano statunitense (Pinole, n. 1970)

## Giornalisti(11)
- Gino Agnese, giornalista e saggista italiano (Napoli, n. 1936)
- Gino Bacci, giornalista e scrittore italiano (Livorno, n. 1936 - Monza, † 2017)
- Gino Bianco, giornalista italiano (Torino, n. 1932 - Tuoro sul Trasimeno, † 2005)
- Gino Falleri, giornalista e scrittore italiano (Mercatello sul Metauro, n. 1926 - Roma, † 2019)
- Gino Fantin, giornalista italiano (Venezia, n. 1923 - Milano, † 1997)
- Gino Nebiolo, giornalista e scrittore italiano (Moncalvo, n. 1924 - Roma, † 2017)
- Gino Pallotta, giornalista e saggista italiano (Roma, n. 1923 - Roma, † 1991)
- Gino Palumbo, giornalista italiano (Cava de' Tirreni, n. 1921 - Milano, † 1987)
- Gino Patroni, giornalista e scrittore italiano (Ameglia, n. 1920 - La Spezia, † 1992)
- Gino Pestelli, giornalista e pubblicitario italiano (Firenze, n. 1885 - Torino, † 1965)
- Gino Visentini, giornalista, critico d'arte e sceneggiatore italiano (Badia Polesine, n. 1907 - Roma, † 1988)

## Giuristi(1)
- Gino Gorla, giurista italiano (Crema, n. 1906 - Roma, † 1992)

## Hockeisti su ghiaccio(1)
- Gino Pasqualotto, hockeista su ghiaccio italiano (Bolzano, n. 1955 - Bolzano, † 2019)

## Imprenditori(7)
- Gino Amisano, imprenditore e dirigente sportivo italiano (San Salvatore Monferrato, n. 1921 - Genova, † 2009)
- Gino Cremonini, imprenditore e dirigente sportivo italiano (Senigallia, n. 1911 - Senigallia, † 1975)
- Gino Girolomoni, imprenditore e saggista italiano (Isola del Piano, n. 1946 - Fossombrone, † 2012)
- Gino Graziani, imprenditore italiano (Livorno, n. 1893 - Livorno, † 1976)
- Gino Rovere, imprenditore, dirigente sportivo e pilota automobilistico italiano (Ungheria, n. 1897 - Torino, † 1964)
- Gino Alfonso Sada, imprenditore italiano (Milano, n. 1888 - Milano, † 1964)
- Gino Vescovi, imprenditore italiano (Padova, n. 1905 - Padova, † 1985)

## Ingegneri(12)
- Gino Bozza, ingegnere italiano (Firenze, n. 1899 - Milano, † 1967)
- Gino Cassinis, ingegnere, topografo e politico italiano (Milano, n. 1885 - Roma, † 1964)
- Gino Cervesi, ingegnere italiano (Cattolica, n. 1900 - Forlì, † 1967)
- Gino Colorio, ingegnere italiano (Calliano, n. 1890 - Rovereto, † 1965)
- Gino Girolamo Fanno, ingegnere meccanico italiano (Conegliano, n. 1882 - Pegli, † 1962)
- Gino Ferretti, ingegnere italiano (Reggio Emilia, n. 1948)
- Gino Minucciani, ingegnere italiano (n. 1891 - Torino, † 1984)
- Gino Moncada Lo Giudice, ingegnere, dirigente d'azienda e politico italiano (Milano, n. 1931)
- Gino Salica, ingegnere italiano (Tagliacozzo, n. 1952)
- Gino Tommasi, ingegnere e partigiano italiano (Ancona, n. 1895 - Gusen, † 1945)
- Gino Visentini Scarzanella, ingegnere italiano (Venezia, n. 1871 - † 1949)
- Gino Zani, ingegnere sammarinese (Città di San Marino, n. 1883 - Città di San Marino, † 1964)

## Letterati(1)
- Gino Pisanò, letterato italiano (Casarano, n. 1947 - San Giovanni Rotondo, † 2013)

## Magistrati(1)
- Gino Gasperini, magistrato e politico italiano (Roma, n. 1885 - Roma, † 1961)

## Matematici(4)
- Gino Arrighi, matematico italiano (Lucca, n. 1906 - Lucca, † 2001)
- Gino Fano, matematico italiano (Mantova, n. 1871 - Verona, † 1952)
- Gino Loria, matematico italiano (Mantova, n. 1862 - Genova, † 1954)
- Gino Moretti, matematico italiano (Torino, n. 1917 - Burlington, † 2015)

## Medici(3)
- Gino Galeotti, medico e patologo italiano (Gubbio, n. 1867 - Napoli, † 1921)
- Gino Meneghel, medico, scrittore e partigiano italiano (San Stino di Livenza, n. 1909 - Padova, † 1979)
- Gino Pieri, medico, partigiano e politico italiano (Anagni, n. 1881 - Roma, † 1952)

## Militari(11)
- Gino Agostino Antoniol, militare e partigiano italiano (Zorzoi, n. 1911 - Fontane, † 1944)
- Gino Arnoffi, militare italiano (Ripapersico, n. 1916 - Wolinzewo, † 1941)
- Gino Campomizzi, militare italiano (Castel di Ieri, n. 1917 - Ivanovka, † 1942)
- Gino Canetti, militare italiano (Mattaleto, n. 1914 - Bocche di Cattaro, † 1943)
- Gino Ducci, militare e politico italiano (Firenze, n. 1872 - Roma, † 1962)
- Gino Forlani, militare italiano (Portomaggiore, n. 1911 - Scirè, † 1936)
- Gino Lizzero, militare e partigiano italiano (Mortegliano, n. 1917 - Cividale del Friuli, † 2007)
- Gino Nais, militare e aviatore italiano (Moggio Udinese, n. 1910 - Malta, † 1940)
- Gino Passeri, militare e aviatore italiano (Firenze, n. 1911 - Grinon, † 1937)
- Gino Priolo, militare e aviatore italiano (Bari, n. 1912 - Cielo della Sicilia orientale, † 1943)
- Gino Spagone, militare italiano (La Spezia, n. 1906)

## Musicisti(3)
- Gino Magurno, musicista e compositore italiano (Napoli)
- Gino Marinuzzi, musicista e compositore italiano (New York, n. 1920 - Roma, † 1996)
- Gino Simi, musicista e compositore italiano (Roma, n. 1890 - Roma, † 1953)

## Musicologi(1)
- Gino Roncaglia, musicologo e critico musicale italiano (Modena, n. 1883 - Modena, † 1968)

## Naturalisti(1)
- Gino Tomasi, naturalista, entomologo e botanico italiano (Trento, n. 1927 - Trento, † 2014)

## Navigatori(1)
- Gino Montipò, marinaio e militare italiano (Casalgrande, n. 1879 - Modena, † 1961)

## Nobili(1)
- Gino Cittadella Vigodarzere, nobile, politico e scrittore italiano (Padova, n. 1844 - Padova, † 1917)

## Partigiani(10)
- Gino Donè Paro, partigiano e rivoluzionario italiano (San Biagio di Callalta, n. 1924 - San Donà di Piave, † 2008)
- Gino Fruschelli, partigiano italiano (Siena, n. 1912 - Alfonsine, † 1945)
- Gino Gatta, partigiano e politico italiano (Campiano, n. 1909 - Classe, † 1972)
- Gino Mangiavacchi, partigiano e operaio italiano (Albano Laziale, n. 1913 - Roma, † 1983)
- Gino Mattiussi, partigiano italiano (Teor, n. 1923 - Udine, † 1990)
- Gino Mellano, partigiano italiano (Mondovì, n. 1923 - Roccaforte Mondovì, † 1945)
- Gino Pistoni, partigiano italiano (Ivrea, n. 1924 - Tour d'Héréraz, † 1944)
- Gino Sartor, partigiano e politico italiano (Mount Shasta, n. 1922 - Treviso, † 1994)
- Gino Tozzi, partigiano italiano (Castelnuovo Berardenga, n. 1924 - Siena, † 1964)
- Gino Vermicelli, partigiano, politico e scrittore italiano (Novara, n. 1922 - Verbania, † 1998)

## Patologi(1)
- Gino Fornaciari, patologo italiano (Viareggio, n. 1945)

## Pianisti(2)
- Gino Campese, pianista, compositore e direttore d'orchestra italiano (Napoli, n. 1914 - Napoli, † 1973)
- Gino Tagliapietra, pianista e compositore italiano (Lubiana, n. 1887 - Venezia, † 1954)

## Piloti motociclistici(2)
- Gino Borsoi, ex pilota motociclistico e dirigente sportivo italiano (Motta di Livenza, n. 1974)
- Gino Rea, pilota motociclistico britannico (Londra, n. 1989)

## Pittori(25)
- Gino Albieri, pittore italiano (Cavarzere, n. 1881 - Roma, † 1949)
- Gino Bonichi, pittore e scrittore italiano (Macerata, n. 1904 - Arco, † 1933)
- Gino Borsato, pittore italiano (Treviso, n. 1905 - Treviso, † 1971)
- Gino Brogi, pittore italiano (Prato, n. 1902 - Prato, † 1989)
- Gino Covili, pittore italiano (Pavullo nel Frignano, n. 1918 - Pavullo nel Frignano, † 2005)
- Gino Donati, pittore italiano (Porto Mantovano, n. 1910 - Mantova, † 1994)
- Gino Paolo Gori, pittore italiano (Firenze, n. 1911 - Firenze, † 1991)
- Gino Grimaldi, pittore italiano (Isola della Scala, n. 1889 - Cogoleto, † 1941)
- Gino Guida, pittore e incisore italiano (Napoli, n. 1932 - Zagarolo, † 2017)
- Gino Macconi, pittore italiano (Intra, n. 1928 - Sorengo, † 1999)
- Gino Marotta, pittore e scultore italiano (Campobasso, n. 1935 - Roma, † 2012)
- Gino Marzocchi, pittore e scultore italiano (Molinella, n. 1895 - Bologna, † 1981)
- Gino Meloni, pittore e scultore italiano (Varese, n. 1905 - Lissone, † 1989)
- Gino Pancheri, pittore italiano (Trento, n. 1905 - Trento, † 1943)
- Gino Parin, pittore italiano (Trieste, n. 1876 - Bergen-Belsen, † 1944)
- Gino Patti, pittore italiano (Alcamo, n. 1925 - † 1993)
- Gino Pinelli, pittore e incisore italiano (Treviso, n. 1882 - Rovigo, † 1949)
- Gino Romei, pittore italiano (n. 1914)
- Gino Romiti, pittore italiano (Livorno, n. 1881 - Livorno, † 1967)
- Gino Sandri, pittore italiano (Rossiglione, n. 1892 - Mombello, † 1959)
- Gino Severini, pittore e critico d'arte italiano (Cortona, n. 1883 - Parigi, † 1966)
- Gino Soggetti, pittore, illustratore e poeta italiano (Santa Giuletta, n. 1898 - Pavia, † 1958)
- Gino Spalmach, pittore italiano (Roma, n. 1900 - Roma, † 1966)
- Gino Terreni, pittore e scultore italiano (Martignana, n. 1925 - Empoli, † 2015)
- Gino de Finetti, pittore, illustratore e grafico italiano (Pisino, n. 1877 - Gorizia, † 1955)

## Poeti(4)
- Gino Custer De Nobili, poeta italiano (Lucca, n. 1881 - Milano, † 1969)
- Gino Gerola, poeta e scrittore italiano (Terragnolo, n. 1923 - Rovereto, † 2006)
- Gino Regini, poeta e traduttore italiano (Tolentino, n. 1911 - Bologna, † 1968)
- Gino Vendemini, poeta e politico italiano (Savignano di Romagna, n. 1848 - Savignano di Romagna, † 1911)

## Presbiteri(1)
- Gino Ceschelli, presbitero italiano (Motta di Livenza, n. 1902 - San Giuseppe Vesuviano, † 1943)

## Produttori discografici(2)
- Gino Arduino, produttore discografico italiano (Genova, n. 1917 - Milano, † 1988)
- Gino Soccio, produttore discografico, compositore e disc jockey canadese (Montréal, n. 1955)

## Pugili(2)
- Gino Bondavalli, pugile italiano (Reggio nell'Emilia, n. 1911 - Reggio nell'Emilia, † 1987)
- Gino Rossi, pugile italiano (Piacenza, n. 1908 - Milano, † 1987)

## Registi(3)
- Gino De Marchi, regista e antifascista italiano (Fossano, n. 1902 - Mosca, † 1938)
- Robert Enrico, regista e sceneggiatore francese (Liévin, n. 1931 - Parigi, † 2001)
- Gino Valori, regista, sceneggiatore e giornalista italiano (Firenze, n. 1890 - Roma, † 1961)

## Religiosi(1)
- Gino Frediani, religioso italiano (n. 1913 - † 1984)

## Scacchisti(1)
- Gino Piccinin, scacchista italiano (Pordenone, n. 1911 - Milano, † 1995)

## Sceneggiatori(1)
- Gino Mangini, sceneggiatore e regista italiano (Roma, n. 1921 - Roma, † 1991)

## Scenografi(1)
- Gino Pellegrini, scenografo e pittore italiano (Lugo di Vicenza, n. 1941 - San Giovanni in Persiceto, † 2014)

## Sciatori alpini(2)
- Gino Burrini, sciatore alpino italiano (Pelugo, n. 1934 - Tione, † 2022)
- Gino Caviezel, sciatore alpino svizzero (Tomils, n. 1992)

## Scrittori(6)
- Gino Cesaretti, romanziere, poeta e giornalista italiano (Lucca, n. 1917 - Bobbio, † 2015)
- Gino De Sanctis, scrittore, giornalista e sceneggiatore italiano (Lecce, n. 1912 - Roma, † 2001)
- Gino Gori, scrittore, poeta e filosofo italiano (Roma, n. 1876 - Sant'Ilario Ligure, † 1952)
- Gino Montesanto, scrittore e giornalista italiano (Venezia, n. 1922 - Roma, † 2009)
- Gino Rocca, scrittore, drammaturgo e giornalista italiano (Mantova, n. 1891 - Milano, † 1941)
- Gino Saviotti, scrittore e saggista italiano (Arpino, n. 1891 - Lisbona, † 1980)

## Scultori(4)
- Gino Colognesi, scultore e pittore italiano (Fiesso Umbertiano, n. 1899 - Ferrara, † 1972)
- Gino Cortelazzo, scultore italiano (Este, n. 1927 - Este, † 1985)
- Gino Masciarelli, scultore italiano (Chieti, n. 1940 - Milano, † 2021)
- Gino Micheli, scultore italiano (Castello)

## Semiologi(1)
- Gino Stefani, semiologo, musicista e musicologo italiano (Samarate, n. 1929 - Roma, † 2019)

## Sindacalisti(2)
- Gino Baroncini, sindacalista e dirigente d'azienda italiano (Imola, n. 1893 - Bologna, † 1970)
- Gino Piva, sindacalista, politico e giornalista italiano (Milano, n. 1873 - Vetrego, † 1946)

## Sociologi(1)
- Gino Germani, sociologo italiano (Roma, n. 1911 - Roma, † 1979)

## Sollevatori(2)
- Gino Corradini, ex sollevatore italiano (Magrè sulla Strada del Vino, n. 1941)
- Gino Mattiello, sollevatore italiano

## Storici(3)
- Gino Capponi, storico, politico e pedagogista italiano (Firenze, n. 1792 - Firenze, † 1876)
- Gino Franceschini, storico italiano (Sansepolcro, n. 1890 - Sansepolcro, † 1974)
- Gino Luzzatto, storico e medievista italiano (Padova, n. 1878 - Venezia, † 1964)

## Tennisti(3)
- Gino Mezzi, ex tennista belga
- Gino Vido, tennista italiano (Liguria)
- Gino De Martino, tennista e dirigente sportivo italiano (Firenze, n. 1875 - Roma, † 1956)

## Tenori(7)
- Gino Del Signore, tenore italiano (Roma, n. 1906 - Bellagio, † 1978)
- Gino Fratesi, tenore italiano (Campi Bisenzio, n. 1906 - † 1993)
- Gino Lo Russo Toma, tenore italiano (Bisceglie, n. 1928 - Turi, † 2000)
- Gino Mattera, tenore e attore italiano (Taranto, n. 1923 - Roma, † 1960)
- Gino Penno, tenore italiano (Felizzano, n. 1920 - Milano, † 1998)
- Gino Sinimberghi, tenore e attore italiano (Roma, n. 1913 - Roma, † 1996)
- Gino Taddei, tenore italiano (Cogoleto, n. 1933 - Savona, † 2017)

## Teologi(1)
- Gino Ciolini, teologo italiano (Montemurlo, n. 1919 - Borgo a Buggiano, † 2005)

## Vescovi cattolici(3)
- Gino Malvestio, vescovo cattolico e missionario italiano (Noale, n. 1938 - Treviso, † 1997)
- Gino Paro, vescovo cattolico italiano (Ponte di Piave, n. 1910 - Roma, † 1988)
- Gino Reali, vescovo cattolico italiano (Monteleone di Spoleto, n. 1948)